# Marsicovetere
Marsicovetere (anciennement Abellinum marsicum) est une commune italienne d'environ 5 570 habitants, située dans la province de Potenza, dans la région Basilicate, en Italie méridionale.

## Administration
| Période                                  | Période  | Identité      | Étiquette | Qualité |
| ---------------------------------------- | -------- | ------------- | --------- | ------- |
| 14 juin 2004                             | En cours | Michele Mazza |           |         |
| Les données manquantes sont à compléter. |          |               |           |         |

### Hameaux
Villa d'Agri, Barricelle

### Communes limitrophes
Calvello, Grumento Nova, Marsico Nuovo, Paterno, Tramutola, Viggiano.